# Liste der Monuments historiques in Ecquevilly
Die Liste der Monuments historiques in Ecquevilly führt die Monuments historiques in der französischen Gemeinde Ecquevilly auf.

## Liste der Bauwerke
| Bezeichnung        | Beschreibung | Standort                        | Kennzeichnung | Schutzstatus | Datum | Bild |
| ------------------ | ------------ | ------------------------------- | ------------- | ------------ | ----- | ---- |
| Bauernhof          |              | 42, rue de la République (Lage) | PA00087423    | Inscrit      | 1937  |      |
| Ferme de la Muette | Bauernhof    | Chemin de la Muette (Lage)      | PA00087424    | Inscrit      | 1937  |      |

## Liste der Objekte
- Monuments historiques (Objekte) in Ecquevilly in der Base Palissy des französischen Kultusministeriums